# James Cottriall
James Cottriall (* 1. Januar 1986 in Stratford-upon-Avon, England) ist ein britischer Musiker, der in Österreich, Los Angeles und seit 2022 vor allem in England lebt.

## Leben und Werk
Cottrial veröffentlichte 2008 das Demo-Album Chapters of Innocence. Sein Live-Album One Voice. One Guitar. Lots of Friends wurde 2009 veröffentlicht. Ebenfalls 2009 gewann James Cottriall den Talentwettbewerb The Voice in der Shopping City Süd.
2010 brachte er seine erste Single, Unbreakable, heraus, die es auf Platz 1 der Ö3-Hörercharts schaffte und in den österreichischen Charts Platz 16 erreichte. In den Südtiroler Charts kam der Titel auf den 3. Platz. Am 6. August veröffentlichte Cottriall seine 2. Single, So Nice, die sich ebenfalls in den österreichischen Charts platzieren konnte. 2010 wurde Cottriall beim Amadeus Austrian Music Award in der Kategorie Song of the Year mit Unbreakable nominiert. Am 15. Oktober 2010 veröffentlichte James Cottriall sein erstes Studio-Album, Sincerely Me, in Österreich. Am 10. Dezember 2010 veröffentlichte Cottriall seine dritte Single, Goodbyes, und stieg damit auf Platz 72 der österreichischen Charts ein.
Im März 2011 startete die 6. Staffel von Dancing Stars, wo Cottriall die österreichische Meisterin im Lateintanzen, Roswitha Wieland, zugewiesen bekam. Ihr erster Tanz, eine Rumba, sollte zugleich auch der letzte Tanz sein. Das Tanzpaar belegte den letzten Platz und verließ somit die Show nach der ersten Sendung.
Im Dezember 2011 wurde Cottriall von Ö3 als Teilnehmer für den österreichischen Vorentscheid zum Eurovision Song Contest 2012 nominiert.
Am 30. März 2013 spielte er ein kleines Konzert als Voract bei Justin Biebers Believe Tour in der Wiener Stadthalle.
Am 14. März 2020 wurde er als Falke der Puls4-Sendung The Masked Singer Austria demaskiert.
Am 17. November 2023 veröffentlichte James Cottriall mit „Christmas Glow“ einen neuen von Paul Temmel am Klavier arrangierten Weihnachtssong. Allein auf Spotify kam der Song in der Weihnachtszeit auf knapp 800.000 Streams.

## Vorwurf unsportlichen Verhaltens
2021 wurde ihm zunächst von einem Marathon-Blogger vorgeworfen, nicht die komplette Strecke des Vienna-City-Marathons gelaufen zu sein; anschließend wurde er nach Überprüfung der Zeitmesspunkte von den Verantwortlichen des Marathons disqualifiziert. Vermutet wird, dass er sich eine Teilnahme am Londoner Marathon erschleichen wollte. Cottriall bestritt, die Strecke abgekürzt zu haben.

## Diskografie

### Alben
- 2008: Chapters of Innocene (Demo-Album)
- 2009: One Voice. One Guitar. Lots of Friends (Live-Album)
- 2010: Sincerely Me
- 2012: Love Is Louder
- 2015: Common Ground
- 2015: Stories
- 2021: Let's Talk

### Singles
- 2010: Unbreakable
- 2010: So Nice
- 2010: Goodbyes
- 2011: By Your Side
- 2011: Smile
- 2012: Stand Up
- 2012: One Wish
- 2013: Dance Dance Dance
- 2014: #Nobody
- 2015: Givin’ Up
- 2017: Here For You[10]
- 2019: Let You Go[11]
- 2019: 24 Roses
- 2023: Screw Up
- 2023: Christmas Glow
- 2025: Do You Want To?